# Васильев, Иван Иванович (директор завода)
Иван Иванович Васильев (14 апреля 1908, Саранск, Пензенская губерния — 27 мая 1997, Саранск) — руководитель промышленных предприятий, лауреат Ленинской премии (1966).
Из рабочей семьи (сын печника). После окончания Саранского индустриального техникума (1927) назначен заместителем главного механика Сосновоборской суконной фабрики. С 1928 г. работал главным механиком на предприятиях легкой промышленности Пензенской и Ульяновской областей.
Окончил заочный индустриальный институт (1937).
С 1937 года главный механик Саранской котонинной фабрики. В годы войны — зав. промышленно-транспортным отделом Саранского горкома ВКП(б), парторг на заводе № 583, в 1942—1943 секретарь Саранского горкома ВКП(б) по промышленности и транспорту, с 1943 года директор Саранской ТЭЦ им. Тельмана.
В 1951—1953 зам. директора завода № 618 (впоследствии «Электровыпрямитель») в Саранске. В 1953—1959 директор Ардатовского светотехнического завода. С 1959 по 1973 г. директор завода «Электровыпрямитель».
С 1973 года на пенсии.
За внедрение новой полупроводниковой техники в 1966 году присуждена Ленинская премия.
Трижды избирался депутатом ВС Мордовской АССР (1945, 1963, 1967). Заслуженный работник промышленности МАССР (1968). Почетный гражданин Саранска (1978).
Награждён орденами Ленина, Октябрьской Революции, Трудового Красного Знамени, двумя орденами «Знак Почёта», медалями.